# Montviron
Montviron település Franciaországban, Manche megyében. Lakosainak száma 340 fő (2018. január 1.). Montviron Champcey, Lolif, Les Chambres és Le Grippon községekkel határos.

## Népesség
A település népességének változása:
| Lakosok száma | 290  | 281  | 224  | 255  | 265  | 326  | 360  | 353  | 340  | 340  |
|               | 1962 | 1968 | 1982 | 1990 | 1999 | 2008 | 2011 | 2013 | 2017 | 2018 |